# Модель Пламмера
Модель Пламмера, также сфера Пламмера (англ. Plummer model, англ. Plummer sphere) — закон распределения плотности, впервые применённый Г. Пламмером при исследовании шаровых скоплений. Часто используется в виде упрощённой модели в рамках моделирования в задаче N тел. 

## Описание модели
Трёхмерный профиль плотности в модели Пламмера имеет вид
{\displaystyle \rho _{P}(r)={\frac {3M_{0}}{4\pi a^{3}}}\left(1+{\frac {r^{2}}{a^{2}}}\right)^{-{\frac {5}{2}}},}
где {\displaystyle M_{0}} — полная масса моделируемого объекта, a — так называемый радиус Пламмера, масштабный параметр, устанавливающий характерный размер ядра системы. Соответствующий потенциал имеет вид
{\displaystyle \Phi _{P}(r)=-{\frac {GM_{0}}{\sqrt {r^{2}+a^{2}}}},}
где G обозначает гравитационную постоянную. Дисперсия скоростей составляет
{\displaystyle \sigma _{P}^{2}(r)={\frac {GM_{0}}{6{\sqrt {r^{2}+a^{2}}}}}.}
Функция распределения имеет вид
{\displaystyle f({\vec {x}},{\vec {v}})={\frac {24{\sqrt {2}}}{7\pi ^{3}}}{\frac {Na^{2}}{G^{5}M_{0}^{5}}}(-E({\vec {x}},{\vec {v}}))^{7/2},}
если {\displaystyle E<0}, и {\displaystyle f({\vec {x}},{\vec {v}})=0} в другом случае. Здесь {\displaystyle E({\vec {x}},{\vec {v}})={\frac {1}{2}}v^{2}+\Phi _{P}(r)} показывает энергию в расчёте на единицу массы.

## Свойства
Масса внутри сферы радиуса {\displaystyle r}: 
{\displaystyle M(<r)=4\pi \int _{0}^{r}r'^{2}\rho _{P}(r')\,dr'=M_{0}{\frac {r^{3}}{(r^{2}+a^{2})^{3/2}}}.}
Многие свойства модели Пламмера описаны в статье Хервига Дейонге.
Радиус ядра {\displaystyle r_{c}}, на котором плотность падает до половины значения в центре, равен {\displaystyle r_{c}=a{\sqrt {{\sqrt {2}}-1}}\approx 0.64a}.
Радиус, внутри которого заключена половина массы, {\displaystyle r_{h}=\left({\frac {1}{0.5^{2/3}}}-1\right)^{-0.5}a\approx 1.3a.}
Вириальный радиус составляет {\displaystyle r_{V}={\frac {16}{3\pi }}a\approx 1.7a}.
Двумерная поверхностная плотность равна
{\displaystyle \Sigma (R)=\int _{-\infty }^{\infty }\rho (r(z))dz=2\int _{0}^{\infty }{\frac {3a^{2}M_{0}dz}{4\pi (a^{2}+z^{2}+R^{2})^{5/2}}}={\frac {M_{0}a^{2}}{\pi (a^{2}+R^{2})^{2}}}},
следовательно, двумерный профиль распределения массы:
{\displaystyle M(R)=2\pi \int _{0}^{R}\Sigma (R')\,R'dR'=M_{0}{\frac {R^{2}}{a^{2}+R^{2}}}}.
В астрономии бывает необходимо определять также радиус, внутри которого содержится половина массы в рамках двумерного распределения {\displaystyle M(R_{1/2})=M_{0}/2}.
Для модели Пламмера {\displaystyle R_{1/2}=a}.
Точки поворота орбиты частицы по радиусу характеризуются удельной энергией {\displaystyle E={\frac {1}{2}}v^{2}+\Phi (r)} и удельным угловым моментом  {\displaystyle L=|{\vec {r}}\times {\vec {v}}|}, соответствующие значения расстояний можно найти как корни кубического уравнения
{\displaystyle R^{3}+{\frac {GM_{0}}{E}}R^{2}-\left({\frac {L^{2}}{2E}}+a^{2}\right)R-{\frac {GM_{0}a^{2}}{E}}=0,}
где {\displaystyle R={\sqrt {r^{2}+a^{2}}}}, поэтому {\displaystyle r={\sqrt {R^{2}-a^{2}}}}. Это уравнение имеет три вещественных корня {\displaystyle R}: два положительных и одно отрицательное, при {\displaystyle L<L_{c}(E)}, где {\displaystyle L_{c}(E)} является удельным угловым моментом для круговой орбиты с той же энергией. {\displaystyle L_{c}} можно вычислить на основе единственного вещественного корня дискриминанта кубического уравнения, который сам по себе является кубическим уравнением
{\displaystyle {\underline {E}}\,{\underline {L}}_{c}^{3}+\left(6{\underline {E}}^{2}{\underline {a}}^{2}+{\frac {1}{2}}\right){\underline {L}}_{c}^{2}+\left(12{\underline {E}}^{3}{\underline {a}}^{4}+20{\underline {E}}{\underline {a}}^{2}\right){\underline {L}}_{c}+\left(8{\underline {E}}^{4}{\underline {a}}^{6}-16{\underline {E}}^{2}{\underline {a}}^{4}+8{\underline {a}}^{2}\right)=0,}
где подчёркнутые параметры являются безразмерными в единицах Энона, определённых в виде {\displaystyle {\underline {E}}=Er_{V}/(GM_{0})}, {\displaystyle {\underline {L}}_{c}=L_{c}/{\sqrt {GMr_{V}}}} и {\displaystyle {\underline {a}}=a/r_{V}=3\pi /16}.

## Применения
Модель Пламмера позволяет представить наблюдаемые профили плотности звёздных скоплений, хотя быстрое снижение плотности на больших расстояниях ({\displaystyle \rho \rightarrow r^{-5}}) не является пригодным для данных целей.
Поведение плотности вблизи центра системы не соответствует наблюдаемым характеристикам эллиптических галактик, в которых плотность к центру растёт сильнее.
Простота, с которой можно применить модель Пламмера в методе Монте-Карло, сделала модель Пламмера очень популярной в рамках моделирования задачи N тел, несмотря на недостаточный реализм модели.